# 罗桑崔臣达吉嘉措
罗桑崔臣达吉嘉措（藏語：བློ་བཟང་ཚུལ་ཁྲིམས་དར་རྒྱས་རྒྱ་མཚོ་，威利转写：blo bzang tshul khrims dar rgyas rgya mtsho，1846年—1906年），第四世王佛，土族，青海海北门源人。
五世王佛七岁时被认定为转世灵童，次年出家进入佑宁寺。1866年受邀前往内蒙古，1876年返回佑宁寺。1879年，出任佑宁寺第八十五任法台，同年受比丘戒。在他担任法台期间修建了佑宁寺大经堂。1883年辞职后，再度前往内蒙古。1899年返寺，次年再次出任佑宁寺法台（第九十五任）。一年后辞职。1906年圆寂。
其兄噶桑图登赤列嘉措为第五世敏珠尔活佛。